# Беверлі-Гіллс (Техас)
Беверлі-Гіллс (англ. Beverly Hills) — місто (англ. city) в США, в окрузі Макленнан штату Техас. Населення — 1878 осіб (2020).

## Географія
Беверлі-Гіллс розташоване за координатами 31°31′21″ пн. ш. 97°9′22″ зх. д. / 31.52250° пн. ш. 97.15611° зх. д. (31.522476, -97.156158).  За даними Бюро перепису населення США в 2010 році місто мало площу 1,68 км², уся площа — суходіл.

## Демографія
Згідно з переписом 2010 року, у місті мешкало 1995 осіб у 680 домогосподарствах у складі 503 родин. Густота населення становила 1190 осіб/км².  Було 742 помешкання (443/км²).
Расовий склад населення:
| - 55,5 % — білих - 11,4 % — чорних або афроамериканців - 0,9 % — корінних американців - 0,3 % — азіатів - 28,2 % — осіб інших рас |

До двох чи більше рас належало 3,8 %. Частка іспаномовних становила 57,9 % від усіх жителів.
За віковим діапазоном населення розподілялося таким чином: 28,6 % — особи молодші 18 років, 59,5 % — особи у віці 18—64 років, 11,9 % — особи у віці 65 років та старші. Медіана віку мешканця становила 31,9 року. На 100 осіб жіночої статі у місті припадало 101,1 чоловіків;  на 100 жінок у віці від 18 років та старших — 100,7 чоловіків також старших 18 років.
Середній дохід на одне домашнє господарство  становив 41 079 доларів США (медіана — 34 034), а середній дохід на одну сім'ю — 44 503 долари (медіана — 36 205). Медіана доходів становила 32 024 долари для чоловіків та 25 795 доларів для жінок. За межею бідності перебувало 30,4 % осіб, у тому числі 52,6 % дітей у віці до 18 років та 12,0 % осіб у віці 65 років та старших.
Цивільне працевлаштоване населення становило 829 осіб. Основні галузі зайнятості: роздрібна торгівля — 21,1 %, виробництво — 16,8 %, освіта, охорона здоров'я та соціальна допомога — 11,0 %, будівництво — 10,1 %.